# Покотило Іван Васильович
Іва́н Васи́льович Покоти́ло (нар. 22 лютого 1951 — пом. 1 березня 2013, Кам'янець-Подільський) — український журналіст, поет.

## Біографія
Іван Покотило народився 22 лютого (згідно із записом у паспорті — 5 березня) 1951 року в селі Студениця тодішнього Староушицького району (27 жовтня 1978 року село знято з обліку як затоплене) в селянській родині. Закінчив середню школу в Старій Ушиці. Після цього навчався в професійно-технічному училищі № 41 в шахтарському селищі Тернівка Павлоградського району Дніпропетровської області.
До армії працював електрослюсарем контрольно-вимірювальних приладів і автоматики (за шостим розрядом) на першій англійській лінії Дніпропетровського шинного заводу.
В армії служив у військах зв'язку спеціального призначення (начальник апаратної ВУЗ, Північна група військ, Польща).
1978 року закінчив факультет журналістики Київського університету. Був учасником літературної студії імені Максима Рильського Київського університету.
Працював завідувачем відділу сільського господарства районної газети в місті Золотоноша Черкаської області.
У Кам'янці-Подільському працював у редакції газети «Прапор Жовтня» (завідувач відділу сільського господарства, керівник літературного об'єднання «Розмай», яке діяло при газеті).
Від 1983 року був редактором районної газети в Летичеві, у 1990—1991 роках — редактором новоствореної газети «Кам'янець-Подільський вісник», у 1994—1995 роках — відповідальним секретарем (по суті редактором) ще однієї новоствореної газети — «Наша справа» (Кам'янець-Подільський). Потім працював спеціальним кореспондентом при головному редакторові та редактором відділу інформації черкаської обласної газети «Село і люди» (нині — «Земля Черкаська»).
Обирався депутатом Летичівської районної ради, членом Летичівського райвиконкому. У 1990—1994 роках був депутатом Хмельницької обласної ради, очолював у ній депутатську групу «Демократичне Поділля». Автор політичної концепції-проекту «Україна і світ: як вижити і жити».
Жив у Кам'янці-Подільському, де і помер 1 березня 2013 року.

## Творчість
Друкувався в журналах «Донбас», «Ранок», «Дніпро», «Україна», «Жовтень» (нині «Дзвін»), «Прапор» (нині «Березіль»).
Видав збірки поезій:
- «Енергія» (Київ: Радянський письменник, 1983) з передмовою поетеси Ганни Світличної,
- «Чорна Україна» (Кам'янець-Подільський, 1995),
- «Фортеця серця» (Кам'янець-Подільський, 2008, друге видання — 2011) — вибрані тексти-мотиви різних років.

На вірші Покотила написано низку пісень, серед них — «Срібна обручка Смотрича» Анатолія Гуківського, «Цвіте півонія у Кам'янці» Бориса Ліпмана, «Квітка на камені», «Материнська криниця» Володимира Панчука .
У передмові до дебютної збірки «Енергія» Ганна Світлична писала:
| Поезія Івана Покотила має свою конкретну географічну і часову прописку. Поет родом із Хмельниччини, барви і пахощі подільської землі щедро присутні у його віршах, він син свого древнього подільського роду, роду простих роботящих людей, у котрих такі моральні критерії, як хліб, чесність, доброта, не піддаються з віку в вік ні найменшим переоцінкам. Прописка часова — то його належність до свого покоління, покоління, яке не знає війни і голоду, народжене під мирним небом, але вже у генах своїх має пам'ять, передану йому від батьків, позначену героїчним і важким досвідом, що зветься історією. Звідси, мабуть, і широка амплітуда тем. |
1984 року критик Микола Славинський, беручи участь у дискусійному клубі журналу «Дніпро», а саме в розмові про громадянський пафос сучасної молодої поезії, піддав критиці збірку «Енергія», зокрема мініатюру «Сиві коні», в якій, на думку критика, поет «не цурається стереотипних чи й просто невибагливих, малоестетичних асоціацій»:
Сиві коні, літами сиві,
Як живеться у мирній стайні?
Чи не сняться вітри у гриві
І походи в степах останні?
Де вам, коники, де вже, милі,
Обскакати людські дерзання!
Буйні гриви — в засохлім милі,
У конюшнях — сердець іржання.
Славинський також зазначає, що «не спонукає думати, не викликає глибоких душевних переживань» твердження Івана Покотила «Ми не перші в історії, ми й не останні», а далі зауважує: «Якщо автор оперує аксіомами, доводить очевидне, повторює загальноприйняте, його рядки не запам'ятовуються, не залишаються в серці. Бо там, де починаються загальники, справжня поезія закінчується». Ще одна претензія критика до збірки — «надуживання звичними тропами». Для ілюстрації цього положення Славинський зазначає, що в збірці «сказано чимало стереотипного як про зорі, так і про сонце» і наводить такі приклади: «зірки на світанні», «з-під сонячних брів», «коли зорею падає на пісок», «сонце з висоти всміхається», «і сонце над небом», «що знає людський досвід про зірки?», «вдихати сонячні вітри».
Поет Іван Дробний, пишучи 1996 року рецензію «Ковалик із Студениці» на збірку «Чорна Україна», так охарактеризивав творчість Івана Покотила :
| Твори Покотила оригінальні як за задумами, так і за виконанням. Мають за основу народний погляд на життя. Поет — прихильник класичного до прозорості вірша. Він майстерно урізноманітнює його мелодику. Ритмічний малюнок не хилить у сон читача своєю одноманітністю, бо весь час змінюється залежно від змісту. Вірші звучать легко і сприймаються легко, хоча несуть велике смислове навантаження. |